# Основи здоров'я
Основи здоров'я (до поч. 2000-х Основи безпеки життєдіяльності, ОБЖ) — шкільний навчальний предмет, зосереджений на вивчені аспектів пов'язаних зі збереженням здоров'я. 
До реформи НУШ вивчався з 1 по 9 клас (а ще раніше з 1 по 11), після з 5 по 9, має назву «Здоров'я, безпека та добробут».

## Історія
У 1997 р. розроблена «Концепція основ безпеки життєдіяльності людини (ОБЖД)».
Відповідно до наказу Міністерства освіти України від 02.12.1998 р. № 420 «Про вдосконалення навчання з охорони праці й безпеки життєдіяльності у вищих закладах освіти України», з метою забезпечення виконання «Державної програми навчання та підвищення рівня знань працівників, населення України з питань охорони праці на 1996-2000 роки» (постанова Кабінету Міністрів України від 18.04.1996 р. № 443), Указу Президента України від 18.10.1997 р. № 1166/97 «Про основні напрями соціальної політики на 1997-2000 роки», рекомендації комісії з охорони праці та безпеки життєдіяльності Науково-методичної ради Міносвіти, дисципліна «Безпека життєдіяльності» вивчалася студентами усіх вищих закладів освіти на 1-му чи 2-му курсі загальним обсягом 54 години при підготовці фахівців освітньо-кваліфікаційного рівня «молодший спеціаліст» і «бакалавр».
Ще в 1994 р. розроблено першу «Концепцію валеологічної освіти загальноосвітніх навчальних закладів». З 1995 року викладання вищезазначеної дисципліни здійснювалось за «Програмою підготовки студентів вищих навчальних закладів з дисципліни „Безпека життєдіяльності“», затвердженої наказом Міністра освіти України та начальника штабу–заступника начальника цивільної оборони України від 20.06.1995 р. № 182/200. Слід зазначити, що дана програма неодноразово піддавалася критиці за те, що в ній значна увага приділена питанням безпеки життєдіяльності в умовах надзвичайних ситуацій, водночас питома вага питань, відведених на інші розділи була невиправдано малою.
Також у 1998 році у навчальні плани загальноосвітніх навчальних закладів було введено предмет «Основи безпеки життєдіяльності (дітей)», вивчався з 1 по 11 клас. Предмет охоплював наступні складові здоров’я учнів в навколишньому середовищі: фізичне здоров’я, формування навичок здорового способу життя, правила поведінки при виникненні надзвичайних ситуацій, поняття про небезпеки різного рівня.
З 2001–2002 (за іншими даними 2003) навчального року в початковій школі введено окремий предмет «Основи здоров’я», який включає в себе знання про здоровий спосіб життя та основи безпеки життєдіяльності. Розрахований курс на 17 годин на рік, або 0,5 години на тиждень, фахівці відзначають, що цього недостатньо для глибокого засвоєння предмета. Згідно з Державним стандартом базової і повної загальної освіти, передбачено обов’язкове викладання курсу «Основи здоров’я» в школі II ступеня (5–7 класи – 1 година на тиждень, у 8–9 класах – 0,5 години на тиждень). Фахівці відзначають певні недоліки щодо недостатньої інформованості учнів через те, що вивчення «Основ здоров’я» не продовжується в старших класах школи. «Саме в цей період відбуваються найскладніші перетворення в організмі. Тому саме в цей час назріває потреба переходу від етапу поінформованості школярів про стан їхнього здоров’я до етапу формування в них стійкої мотивації здоров’я та формування в них навичок здорового способу життя».
Від початку війни в Україні програма з основ здоров'я була зкоригована з метою врахування всіх особливостей сучасної суспільної ситуації. У програмі предмета було розширено зміст першого розділу «Безпека та здоров’я людини», який вивчається на початку навчального року в кожному класі. Було додано питання, що пов’язані з ризиками воєнного часу, зокрема: алгоритм дій під час повітряної тривоги, про захисні споруди, маршрути евакуації, мінну безпеку, виживання в екстремальних ситуаціях, домедичну допомогу та психологічну самодопомогу.
Окремі автори відзначають низьку якість сучасних підручників з предмету.

## Значення та особливості
Відіграє найважливішу роль у системі навчання і виховання учнів, його мета — формування здоров'язбережувальної компетентності учнів на основі
- оволодіння ними знаннями про здоров'я та безпеку, практичними навичками здорового способу життя і безпечної поведінки,
- виховання ціннісного ставлення до життя і здоров'я,
- сприяння всебічному розвитку дітей.

Важливим є створення проблемних та ігрових ситуацій, використання прийомів інтерактивного навчання.
Оцінювання навчальних досягнень учнів має бути заохочувальним і здійснюватися переважно засобами моніторингу за прогресом у знаннях, ставленнях та уміннях учнів упродовж навчання.